# Amtsgericht Neuhaus im Lauenburgschen
Das Amtsgericht Neuhaus im Lauenburgschen war ein Gericht der ordentlichen Gerichtsbarkeit in Neuhaus im Lauenburgschen.
Nach der Revolution von 1848 wurde im Königreich Hannover die Rechtsprechung von der Verwaltung getrennt und die Patrimonialgerichtsbarkeit abgeschafft. Das Amtsgericht wurde daraufhin mit der Verordnung vom 7. August 1852 die Bildung der Amtsgerichte und unteren Verwaltungsbehörden betreffend als königlich hannoversches Amtsgericht gegründet.
Es umfasste das Amt Neuhaus im Lauenburgschen.
Das Amtsgericht war dem Obergericht Dannenberg untergeordnet. Mit der Annexion Hannovers durch Preußen wurde es 1866 zu einem preußischen Amtsgericht in der Provinz Hannover.
Mit den Reichsjustizgesetzen wurde 1879 die Gerichtsorganisation reichsweit einheitlich geregelt. Das Amtsgericht Neuhaus blieb bestehen. Der Amtsgerichtsbezirk umfasste das Amt Neuhaus. Das Amtsgericht Neuhaus war eines von zwölf Amtsgerichten im Bezirk des Landgerichtes Lüneburg im Gebiet des Oberlandesgerichtes Celle. Das Gericht hatte damals eine Richterstelle und war ein kleines Amtsgericht im Landgerichtsbezirk. Das Amtsgericht Neuhaus war Elbzollgericht.